# Susanne Uhl
Susanne Uhl (* 20. Juni 1966 in Stuttgart-Bad Cannstatt) ist eine Hamburger Politikerin (Grün-Alternativen Liste (GAL), Regenbogen).

## Biografie
Uhl wuchs in Schwaben, Baden und dem Westallgäu auf. 1973 kam sie nach Hamburg. Sie studierte und promovierte.
Von 1993 bis 2001 war Uhl Mitglied der Hamburgischen Bürgerschaft. Sie saß für die GAL-Fraktion unter anderem im Eingabenausschuss sowie im Bau und Verkehrsausschuss. Weiter politische Schwerpunkte ihrer Arbeit waren die Soziales und Wohnen- sowie Flüchtlings- und Migrationspolitik.
Im Mai 1999 verließen neben Uhl auch Heike Sudmann, Norbert Hackbusch, Lutz Jobs und Julia Koppke aus Protest gegen die deutsche Beteiligung am Kosovokrieg die GAL-Fraktion und gründeten die parlamentarische Gruppe „Regenbogen“, aus der später die Wählervereinigung Regenbogen – Für eine neue Linke entstand.
Zwischen 2001 und 2008 arbeitete Uhl an verschiedenen Hochschulen: Als wissenschaftliche Mitarbeiterin beim Sonderforschungsbereich "Staatlichkeit im Wandel" der Bremer Universitäten, als Lehrkraft für besondere Aufgaben an der Hochschule Bremen im Studiengang Politikmanagement und an der Fernuniversität in Hagen.
Seit 2008 war Uhl beim Deutschen Gewerkschaftsbund (DGB) in Berlin für Steuerpolitik zuständig. Von 2011 war sie Regionsgeschäftsführerin beim DGB Schleswig-Holstein Nordwest und wechselte zum 1. Januar 2021 zurück nach Berlin. Seit 2021 ist Uhl Leiterin des Hauptstadtbüros der Gewerkschaft Nahrung-Genuss-Gaststätten (NGG).
Sie ist mit dem Politiker Andreas Bachmann verheiratet und hat einen Sohn.